# El parany home
"El parany home" (títol original en anglès "The Man Trap") és el primer episodi de la primera temporada de la sèrie de televisió de ciència-ficció estatunidenca Star Trek. Escrit per George Clayton Johnson i dirigit per Marc Daniels, va comptar amb el treball de disseny de Wah Chang i es va emetre per primera vegada als Estats Units el 8 de setembre de 1966.
A l'episodi, la tripulació visita un lloc avançat al planeta M-113 per dur a terme exàmens mèdics de rutina als residents amb un tricorder, només per ser atacats per un alienígena que sembla canviar de forma, i mata extreint sal del cos de la víctima.
Aquest va ser el primer episodi de Star Trek que es va emetre per televisió, tot i que el sisè que es va rodar; va ser escollida com la primera de la sèrie a ser emesa per l'estudi a causa de la trama de terror. "El parany home" es va situar primer en la franja horària amb una puntuació Nielsen de 25,2 durant la primera mitja hora i 24,2 per a la resta. Es va emetre dos dies abans a la cadena canadenca CTV.

## Argument
El USS Enterprise arriba al planeta M-113 per proporcionar subministraments i exàmens mèdics als únics habitants coneguts del planeta, el professor Robert Crater (Alfred Ryder) i la seva dona Nancy (Jeanne Bal), que hi operen una estació d'investigació arqueològica. El capità Kirk, el director mèdic Dr. Leonard McCoy, i el tripulant Darnell (Michael Zaslow) són transportats a la superfície mentre Kirk es burla de McCoy sobre el seu afecte per Nancy deu anys abans. Arriben a l'estació d'investigació, i cadascun dels tres homes veu Nancy de manera diferent: McCoy com era quan la va conèixer per primera vegada, Kirk com hauria de semblar tenint en compte la seva edat i Darnell com una dona rossa atractiva a qui va conèixer en un planeta de plaer. Quan Nancy surt a buscar el seu marit, fa una senyal a Darnell perquè la segueixi.
El professor Crater es resisteix a ser examinat, dient a Kirk que només necessiten pastilles de sal. Abans que McCoy pugui completar l'examen, senten un crit des de fora. Troben Darnell mort, amb taques vermelles semblants a un anell a la cara, una arrel de planta a la boca, i Nancy dempeus al seu costat dient que no va poder impedir que Darnell tastés la planta. A bord de l' Enterprise, Spock analitza la planta. Confirma que és verinosa, però que les senyals no són un símptoma. McCoy fa un examen mèdic i, juntament amb Spock, determina que tota la sal es va drenar del cos de Darnell. En resposta, Kirk torna al planeta amb McCoy i dos tripulants, Green (Bruce Watson) i Sturgeon (John Arndt). Kirk li diu al professor Crater que ell i la seva dona haurien de romandre a bord de l'Enterprise fins que esbringuin què va matar Darnell. Aleshores, Crater surt corrent intentant trobar Nancy. Nancy mata a Sturgeon i Green; les seves cares mostren el mateix motlle que Darnell. Nancy assumeix la forma de Green i coneix Kirk i McCoy. Tornen a la nau amb el cos d'Sturgeon.
"Green" recorre els passadissos, perseguint diversos membres de la tripulació i matant-ne un. Pren la forma de McCoy després de confirmar que l'autèntic McCoy ha pres un sedant per dormir. Mentrestant, Spock confirma que les exploracions mostren només una persona, Crater, al planeta; Kirk i Spock s'envien per capturar-lo. Troben el cos de Green abans que Crater intenti espantar-los amb foc de fàser. Després de sorprendre'l amb un feix fàser, Crater atordit revela que la criatura va matar la veritable Nancy, l'últim membre d'una civilització de canviaformes que s'alimenta de sal, un any abans. La criatura va continuar prenent l'aparença de Nancy per afecte a Crater, i l'ha estat alimentant, comparant-la amb el "búfal ara extingit". Kirk informa a "Enterprise" de la intrusió de la criatura, mentre el grup d'aterratge i Crater es transporten de tornada a la nau.
Crater es nega a ajudar-los a identificar la criatura, així que Kirk ordena al fals "McCoy" que administri serum de la veritat. Kirk arriba a l'infermeria per trobar Crater mort i Spock ferit; La sang de vulcana de Spock el va fer incompatible amb les necessitats de la criatura. De nou en la seva forma "Nancy", la criatura va a les habitacions de McCoy. Kirk arriba amb tauletes de sal per atraure la criatura i un fàser si provoca que la criatura ataqui. McCoy dubta de donar a la criatura l'oportunitat d'alimentar-se de les pastilles de sal, augmentant la seva energia i després ataca en Kirk. Spock arriba i lluita mà a cos contra la criatura, que pren represàlies donant-li una bufetada contra la paret. La criatura torna a la seva aparença natural i comença a alimentar-se de Kirk mentre McCoy, atordit, mira amb incredulitat. Un cop en Kirk crida, McCoy obre foc amb el seu fàser. La criatura torna a prendre la forma de "Nancy" per suplicar per la seva vida. McCoy demana perdó, després dispara de nou, matant-lo. Quan Enterprise surt de l'òrbita, Kirk comenta a Spock que estava pensant en el búfal.

## Repartiment i doblatge al català
La sèrie va ser doblada al català pels estudis Tecni-3 (primera part) i Diálogo (segona part) i emesa a TV3 l’any 1989. Els dobladors de l'episodi foren:
| Personatge                | Actor/actriu      | Veu en català                      |
| ------------------------- | ----------------- | ---------------------------------- |
| James T. Kirk             | William Shatner   | Jordi Boixaderas                   |
| Spock                     | Leonard Nimoy     | Isidre Sola i Llop                 |
| Leonard McCoy             | DeForest Kelley   | Eduard Lluís Muntada               |
| Montgomery Scott 'Scotty' | James Doohan      | Joan Carles Gustems Domènec Farell |
| Nyota Uhura               | Nichelle Nichols  | Glòria Roig Azucena Díaz           |
| Hikaru Sulu               | George Takei      | Jaume Nadal Enric Cusí             |
| Janice Rand               | Grace Lee Whitney | Mercè Arànega                      |
| Nancy Crater              | Jeanne Bal        | Roser Cavallé                      |
| Robert Crater             | Alfred Ryder      | Fèlix Benito                       |
| Darnell                   | Michael Zaslow    | Miquel Bonet                       |

## Producció

### Guió

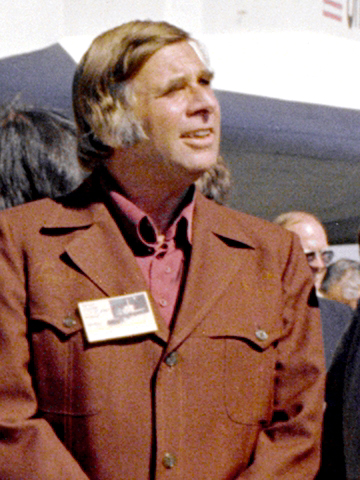
"El parany home" es va originar en el primer llançament de Star Trek de Gene Roddenberry (a la imatge).

"El parany home" va aparèixer al tema original de Gene Roddenberry per a Star Trek com el títol d'un programa amb una trama diferent: la tripulació s'enfronta a diverses aparicions que són "trampes per complir els desitjos que es converteixen en reals com la carn i la sang"; les trampes augmenten en subtilesa fins que la tripulació lluita per diferenciar entre aparició i realitat. Lee Erwin, que havia treballat anteriorment a The Lieutenant amb Roddenberry, va rebre l'encàrrec de produir un tractament; un esquema amb un vampir devorador de sal es va lliurar el 8 d'abril de 1966. Mentrestant, a George Clayton Johnson se li havia assignat una història, inicialment titulada "Chicago II", en què la tripulació de l’ Enterprise visita un planeta on la cultura era la de la màfia estatunidenca de la dècada de 1920 a Chicago, que més tard es va convertir en "Un tros del pastís". Johnson va ser contractada després que l'editor de la història John D. F. Black el recomanés als productors. Johnson va decidir utilitzar la novel·la de ciència-ficció de 1953 The Syndic de Cyril M. Kornbluth com a base per a la història. Roddenberry va considerar que el tractament de Johnson no coincideix amb la seva visió per a Star Trek, però no el volia perdre del tot i li va demanar que escrivís "El parany home". Erwin va rebre el pagament íntegre per la seva versió i se li va pagar una "tarifa morta" per separat perquè no s'utilitzaria.
Roddenberry volia veure més acció, de manera que l'habilitat de la criatura per crear aparicions es va afegir al guió des del to original. Stan Robertson de l'NBC va suggerir a Roddenberry que potser voldrien obtenir assessorament mèdic sobre si el drenatge d'una substància química d'una persona la mataria a l'instant. Per saber-ho, Roddenberry va preguntar a Kellam de Forest Research, qui va dir que, tot i que mai havia passat en realitat, seria probable una mort ràpida. Johnson va suggerir que la criatura de "El parany home" podria ser l'última de la seva espècie. Va comparar la seva situació amb la reducció del nombre de bisó americà. Roddenberry va trobar la idea intrigant

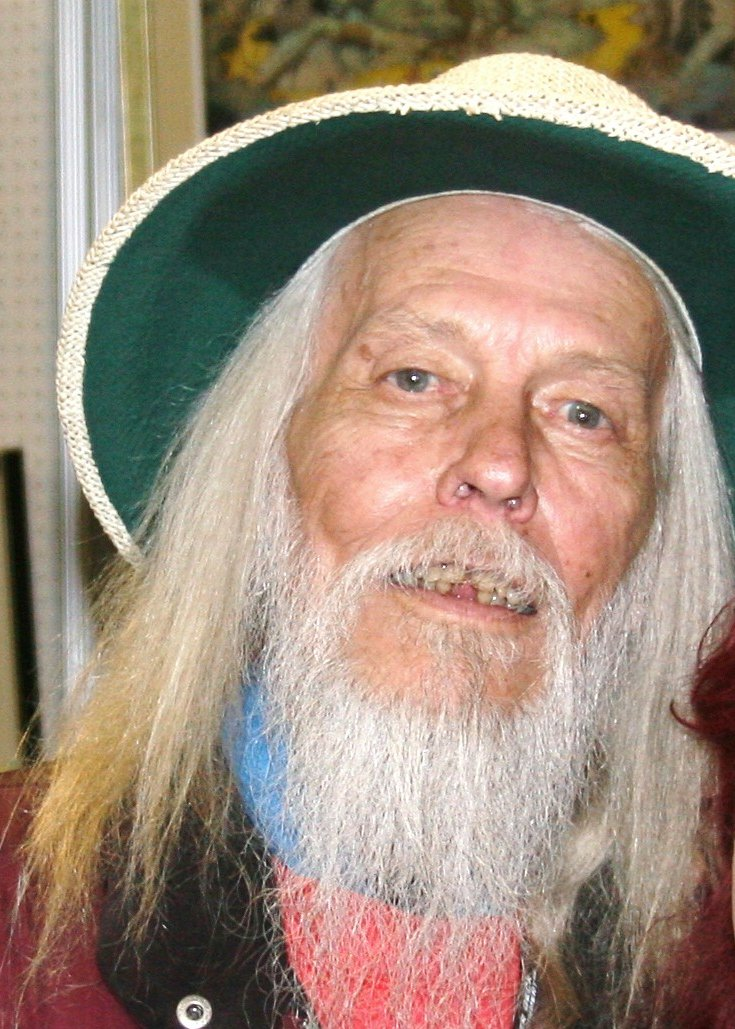
L'escriptor George Clayton Johnson el 2006. "El parany home" va ser el seu únic crèdit a Star Trek.

A Erwin se li va pagar una altra tarifa per rescindir el seu contracte, i Johnson va escriure un primer esborrany per televisió titulat "Damsel With a Dulcimer." Mentre escrivia, Johnson va consultar a Black, que li va aconsellar que col·loqués la criatura a l' Enterprise ràpidament per augmentar el ritme de l'episodi. Aquest esborrany es va lliurar el 23 de maig, però la NBC va considerar que s'estave fent un ús excessiu de les al·lucinacions; el mateix dispositiu argumental havia aparegut a l'episodi pilot "La gàbia". Johnson va escriure un esborrany més el 31 de maig, que va reduir el nombre d'aparicions, i va ser ben rebut per Robert H. Justman. Roddenberry i Justman van fer més retocs; un va ser restaurar el nom "The Man Trap" del tractament original d'Erwin, un altre va eliminar una escena que va introduir l'aprehensió de McCoy quan utilitzava el transportador. Johnson va editar encara més el guió, però es va queixar del canvi de nom. Després d'una segona edició de Johnson, va passar de Justman a l'editor de històries Black. Tot i que el primer va considerar que el guió encara necessitava treballar, Black va pensar que estava gairebé a punt. Després de la revisió de Black, Roddenberry va reescriure el guió entre el 16 i el 21 de juny. Johnson felt this re-write had "downgrad[ed] the story."
Black va dir més tard que Roddenberry va eliminar gran part del treball de Johnson i que el treball original de Johnson era millor que la versió editada de Roddenberry. Johnson estava satisfet amb l'episodi final, tot i que li preocupava que els espectadors no entenguessin "Star Trek" després de veure "The Man Trap" a causa de les diferències de caracterització entre aquest episodi i la resta de la sèrie. Va admetre que no li agradava Spock i li preocupava que el personatge no fos entès després d'aquest episodi. Roddenberry estava satisfet amb el treball de Johnson, i li va oferir més treballs d'escriptura sobre "De què són fetes les nenes petites?", que havia estat escrit per Robert Bloch. Roddenberry només volia que Johnson "polís" el guió. Johnson, sentint que no podia millorar-lo sense començar de zero, va rebutjar l'oferta, però va expressar el desig de tornar a treballar en el programa. Més tard va escriure un esquema de la història titulat "Rock-A-Bye Baby, or Die!" en què l' Enterprise s'hauria convertit en un ésser sensible infantil que idolatra a Kirk com el seu pare. Això no es va encarregar, així que "The Man Trap" va ser l'únic treball de Johnson a la franquícia.

### Estrelles invitades

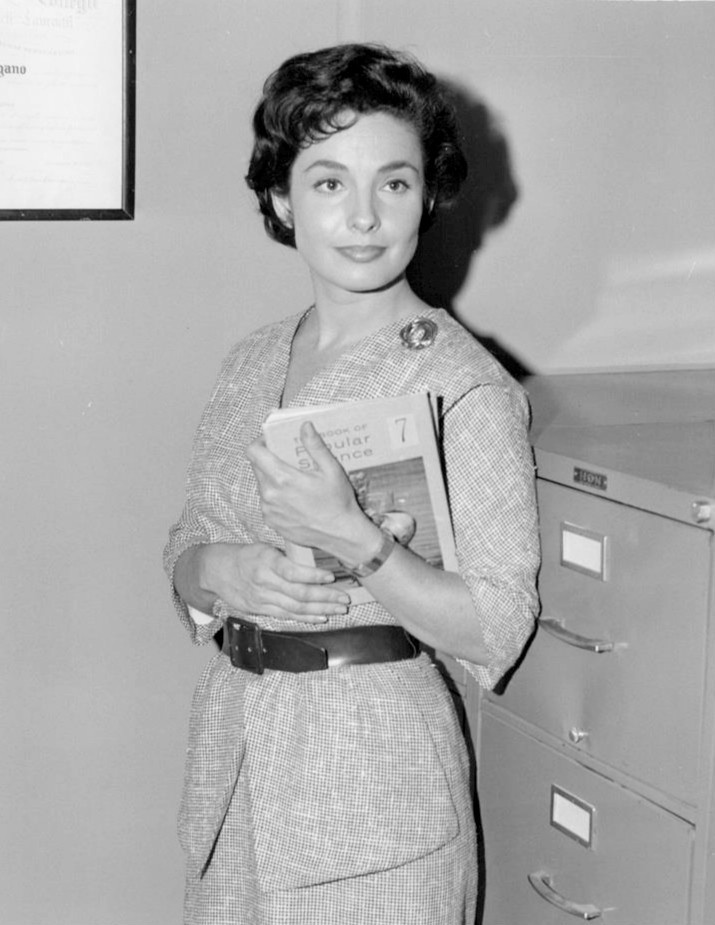
Jeanne Bal (a la foto d'una imatge promocional de Mr. Novak) va interpretar Nancy Crater, la imatge de la qual la criatura va copiar en aquest episodi.

Jeanne Bal va ser elegida per interpretar a Nancy Crater, l'antic interès amorós de McCoy; l'actriu havia protagonitzat anteriorment Perry Mason i va ser una de les principals intèrprets de la sitcom Love and Marriage. Alfred Ryder era conegut per les seves nombroses aparicions en sèries de gènere similar com ara The Wild Wild West i The Outer Limits. Després de ser Robert Crater a "The Man Trap", va aparèixer a la sèrie de ciència-ficció The Invaders.
Els actors que interpretaven dos dels tripulants que van morir a la pantalla van aparèixer més tard en altres episodis de Star Trek. Michael Zaslow, vist a "El parany home" com a Darnell, va aparèixer a "Mudd, primer", i més tard va tenir un paper de llarga durada a la telenovel·la Guiding Light com a Roger Thorpe. John Arndt va aparèixer en quatre episodis més de la sèrie original.

### Direcció i rodatge
Tots els episodis anteriors de Star Trek havien superat els seus horaris de rodatge, i els productors estaven preocupats perquè no s'hagués dedicat prou temps a cada producció. Marc Daniels va ser reclutat com a director de "El parany home"; Entre els seus diversos crèdits de direcció hi havia episodis de I Love Lucy per a Desilu Productions. La preproducció va començar durant els sis dies de rodatge programats per a "L'enemic interior", però aquest episodi va durar molt. El rodatge de "El parany home" va començar cap a les 15:20 p.m. el 22 de juny i va continuar fins a les 19:10 p.m. Es van obtenir diverses salers d'aspecte futurista per a escenes de "El parany home", però a causa de la preocupació que no serien reconeguts, es van utilitzar com a eines de McCoy a l'infermeria.
El primer dia complet de rodatge el 23 de juny es va rodar principalment al plató representant el pont de l' Enterprise. Es van posposar dos petits plans d'establiment fins al rodatge del següent episodi. L'endemà, es van filmar escenes del passadís, així com l'escena clímax amb la mort de la criatura. En aquell moment, Daniels va estimar que només tenia un terç d'un dia endarrerit. Després d'una pausa durant el cap de setmana, la producció es va resumir el 27 de juny per a les escenes del laboratori de botànica, la sala d'informació i la infermeria. Un dels sets preferits de Grace Lee Whitney per treballar-hi durant tot el temps de la sèrie era el laboratori, que era la infermeria redecorada, ja que li agradava treballar amb George Takei. La planta animada d'aquella escena era un titella de mà controlada des de sota la taula, i Whitney va recordar més tard que l'operador podia veure la seva faldilla durant tot el rodatge i de tant en tant intentava palpar-la amb el titella.
Per a les escenes d'infermeria quan Spock sagna, Daniels va decidir que els vulcanians haurien de tenir sang verda. A Roddenberry no li va agradar la idea i va intentar, sense èxit, corregir-la en la postproducció. Al final del cinquè dia de rodatge, Daniels va estimar que ara només tenia mitja hora de retard. Els dies sis i set es van dedicar als conjunts utilitzats per mostrar la superfície de l'M-113; tot i que el disseny del planeta no coincidia amb la visió de Johnson, no obstant això, n'estava satisfet. Les ruïnes van ser construïdes amb caixes de cartró cobertes de gunita (un producte semblant al ciment amb esprai) per donar-los un aspecte rocós. La producció es va acabar el 30 de juny a les 14:55. Bob Justman es va referir més tard a Daniels com el "salvador" de la sèrie per lliurar "El parany home" a l'hora prevista, i quan el director de "El temps despullat" va abandonar, Daniels va agafar el relleu i va rodar l'episodi dos amb "El parany home" un quart de dia més ràpid que el programa. Al final de la sèrie original, Daniels havia filmat més episodis que qualsevol altre director.
Durant la producció de "El parany home", Daniels va introduir un sistema en què els actors innecessaris en un rodatge anaven a una àrea de "taula de repartiment" per practicar les escenes properes en lloc de tornar als seus camerinos. Els productors van considerar que això va accelerar el procés de rodatge i va millorar la qualitat de les actuacions. El sistema de taula de repartiment es va continuar utilitzant durant la producció de la sèrie original, fins i tot quan Daniels no dirigia.
A la postproducció, Justman va recomanar afegir una narració inicial. Roddenberry va acceptar i va escriure noves línies per a un diari del capità. Alexander Courage va gravar la música d'aquest episodi el 19 d'agost, el mateix dia que el "Tema de Star Trek", utilitzant una orquestra de 25 peces. Tot i que a Roddenberry li agradava el tema, odiava la música creada específicament per a "El parany home". Els efectes òptics es van crear més ràpidament del que és habitual; Howard A. Anderson, Jr. va trigar dos mesos, tres vegades més ràpid que en alguns episodis. Els costos globals de producció de "El parany home" van ser inferiors al pressupost de 185.401 $.

### La criatura
Els productors van passar una estona considerant l'aparença de la criatura. Justman va suggerir a Gene Roddenberry que podria ser una mena de "dama jove i terrorífica" amb un aspecte similar a l'esclava d'Orion de pell verda que es veu a "La gàbia", però de pell blava i amb els cabells ataronjats. Tot i que Roddenberry pensava que la idea era bona, ja tenia un acord amb NBC que seria un animal. Johnson s'imaginava la criatura com un refugiat amb "pell cendrosa" amb roba de "sac". en format setmanal, preguntant-se "Voleu emocions barates o un enfocament més intel·ligent?" Va dir que la tripulació va decidir "tractar-ho tot com si fos real" per ajudar el públic a comprar-ho. Va ser Johnson qui va suggerir que la criatura hauria de ser un metamorf, després d'haver utilitzat la idea en un episodi de La Dimensió Desconeguda que va escriure anomenat "Els quatre que morin".
La criatura va ser dissenyada per Wah Chang. La ballarina Sandra Gimpel portava el vestit a la pantalla. Gimpel havia aparegut anteriorment com a talosiana a "La gàbia". El cap del vestit de criatura es va esculpir en fang i després es va cobrir amb un guix. Un cop eliminat el motlle, es va aplicar làtex líquid per crear una màscara flexible d'una sola peça, que després es va pintar. Chang va afegir una perruca blanca i va posar lents de vidre a la màscara per als ulls. Una vegada que Gimpel portava la màscara, es van fer talls a les seves arrugues per oferir a l'actriu una visió limitada mentre la portava. Els guants van ser modificats per Chang per donar als dits l'aspecte de tentacles amb ventoses. William Ware Theiss va crear la resta del vestit amb un vestit de pell.
Johnson va elogiar tant a Chang com a Gimpel, dient que tot i que aquest últim encarnava el personatge, el treball de disseny va significar que, a l'escena final, era com si la tripulació hagués de matar un "gos indefens". Després de la filmació, el vestit es va guardar a l'oficina de Justman, convertint-se en el primer d'un nombre creixent de vestits alienígenes acumulats allí. Va tornar a aparèixer a la pantalla a "El senyor de Gothos". Tot i que oficialment es coneixia com la "criatura M-113", durant la producció es va anomenar el "succionador de sal" i els fans del programa s'han referit a l'extraterrestre com el "vampir de sal".

#### Aparicions posteriors
Don Lanning va formar part de l'equip que treballava en els efectes de criatures per a la pel·lícula de 2009 Star Trek. Va ser l'escultor clau de la producció i va renovar personalment alguns dels extraterrestres de la sèrie original, inclòs el vampir de sal vist a "El parany home". Va descriure el disseny original com "ximple", i va dir que va intentar canviar-lo a "alguna cosa orgànica". La nova versió de la criatura no es va utilitzar a la pel·lícula, que va agradar a Lanning. La criatura sí que va tornar a Star Trek Online, un videojoc de rol massiu. En lloc d'un sol vampir de sal, la missió "Mine Trap" de PvE de 20 jugadors va veure una colònia Romulana envaïda per ells. Un vampir de sal també apareix en un episodi de la sèrie d'animació Star Trek: Lower Decks El desembre de 2019, una versió animada de la criatura va fer una breu aparició a les escenes inicials de l'episodi "Ephraim and Dot" de Star Trek: Short Treks.

## Temes

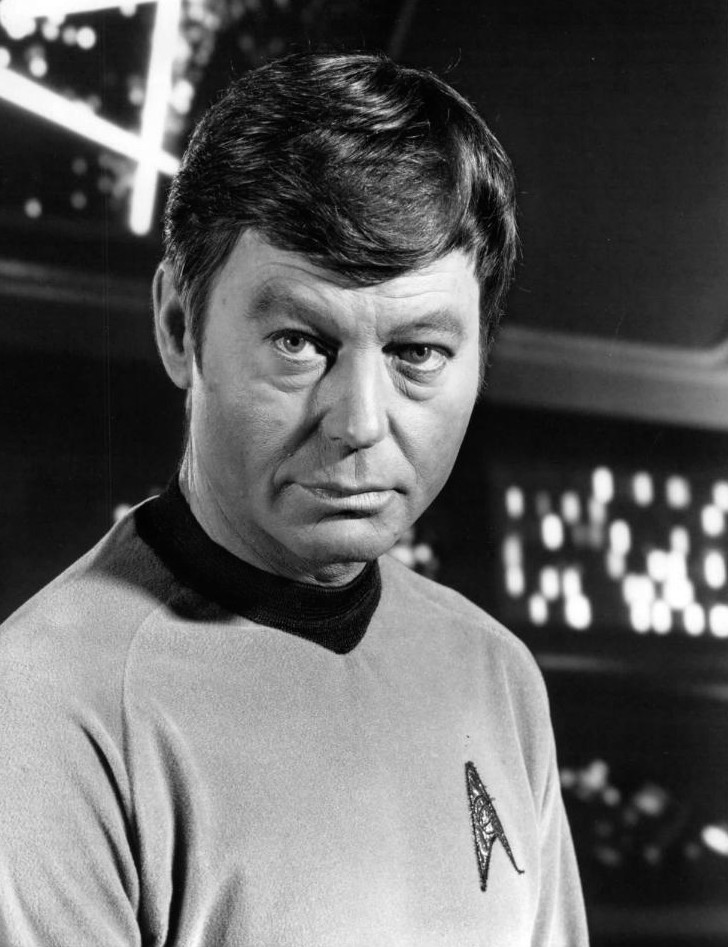
Paula M. Block i Terry J. Erdmann va escriure que el Dr. McCoy "(a la foto)" hauria tingut problemes durant algun temps després de la mort de la criatura a les seves mans.

En el seu llibre The Influence of Star Trek on Television, Film and Culture, Lincoln Geraghty va escriure que episodis com "El parany home" van demostrar un tema recurrent dins de la sèrie: com més estèril és el planeta, més probable és que els personatges estaran en perill. Altres episodis que, segons va dir, donaven suport a aquesta visió inclouen "La gàbia" i "De què són fetes les nenes petites?" Geraghty també va assenyalar que en altres llocs de la sèrie original, la visió predominant era que els depredadors alienígenes com el vampir de sal eren una forma de vida inferior que hauria de ser destruïda. Va dir que a "El parany home" es presenta l'argument alternatiu: que aquestes criatures no s'han de matar. Tanmateix, Geraghty va pensar que els escriptors van intentar evitar que els espectadors sentissin simpatia per la criatura revelant el seu veritable aspecte quan moria. Paula M. Block i Terry J. Erdmann també van parlar de l'assassinat de la criatura al seu llibre Star Trek: The Original Series 365, dient que era "el que cal fer", però van suggerir que la naturalesa de la mort hauria preocupat a McCoy durant algun temps després de l'esdeveniment, encara que això no es va mostrar a la sèrie.
Un extraterrestre vampíric és una idea recurrent a les sèries de televisió de ciència-ficció, com ara l'episodi "Sand" de Blake's 7, l'episodi de Babylon 5 "Soul Hunter" i el telefilm Babylon 5: The River of Souls. El tema ja s'havia utilitzat en forma escrita, a l'obra de Gustave Le Rouge de 1908 de ciència-ficció francesa Le Prisonnier de la Planète Mars.
Block i Erdmann també van parlar d'una altra part de l'episodi on Spock està al capdavant del pont i Uhura comença a coquetejar amb ell, anomenant-la una "escena per excel·lència de la sèrie" a causa de l'interès sexual dels personatges entre ells. Van suggerir que aquesta podria haver estat la inspiració per a la relació Spock/Uhura introduïda a la pel·lícula reboot de 2009 Star Trek. Nichelle Nichols, que va interpretar a Uhura, va dir més tard que sentia que hi havia indicis d'una relació Uhura/Spock en altres episodis de la sèrie original.

## Recepció

### Emissió
Un mes abans de l'estrena de Star Trek, Desilu va fer una projecció per als executius de la NBC per ajudar a decidir quin episodi emetre primer, i es van considerar diverses històries. Els executius estaven preocupats perquè "Les dones d'en Mudd", una opció potencial, tingués els revisors discutint sobre "les putes espacials"; van sentir una altra possibilitat, "On no ha anat mai cap home", contenia massa exposició, tot i que es va filmar com a segon pilot. L'elecció final va ser entre "El parany home" i "El temps despullat". Justman va pensar que "El temps despullat" facilitaria als espectadors la comprensió dels personatges, però més tard va acceptar la decisió de NBC de mostrar primer "El parany home". Al llibre Inside Star Trek: The Real Story, suggereix que era "feia més por i era més explotable que els altres".
"El parany home" va ser el sisè episodi produït. Tot i que Roddenberry inicialment no estava d'acord amb la decisió de NBC, ell i l'executiu de producció Herbert Franklin Solow van arribar a creure que era l'opció correcta. Shatner tampoc no estava d'acord amb la cadena, sentint que "El parany home" era el pitjor episodi dels disponibles. L'episodi va ser el primer episodi de Star Trek emès als Estats Units, a la NBC el 8 de setembre de 1966. "El parany home" va formar part de la "Sneak a Peek Week" de la NBC, en què la cadena va mostrar els primers episodis de diversos programes nous en forquilla de màxima audiència, per davant dels canals rivals ABC i CBS, que encara estaven mostrant repeticions de la temporada anterior. El primer episodi de Tarzan es va emetre contra el primer episodi de Star Trek que mostrava Ron Ely, i el principal va ser The Hero de Richard Mulligan.
"El parany home" va ocupar el primer lloc en la seva franja horària, amb puntuació de Nielsen de 25,2 durant la primera mitja hora; un 46,7 per cent de tots els televisors estatunidencs que s'utilitzaven en aquell moment van ser sintonitzats amb l'episodi. En la mateixa franja horària, The Tammy Grimes Show a ABC i My Three Sons a CBS van rebre puntuacions de 14,1 i 9,4 respectivament. Durant la segona meitat de l'episodi, la qualificació de "El parany home" va baixar a 24,2, amb el 42,2 per cent de les televisions sintonitzades. Bewitched a ABC va augmentar la puntuació d'aquesta cadena a 15,8, i la pel·lícula de dijous a la nit de CBS va augmentar la seva puntuació a 10,7.
Els episodis següents van veure una caiguda de les qualificacions després de "El parany home". "Charlie X" es va emetre la setmana següent; l'estudi no volia que l'episodi quedés segon, però "On no ha anat mai cap home" era l'única altra història completada. Va ocupar el segon lloc en la franja horària durant la primera mitja hora, amb una valoració de 19,1 i una quota global del 35,9 per cent d'espectadors. Va ser superat per My Three Sons a CBS amb una nota de 19,2. Durant la segona mitja hora, Star Trek es va situar en tercer lloc amb una puntuació de 12,3 per la pel·lícula de dijous a la nit a CBS i l'estrena de temporada de Bewitched, que també va ser el primer episodi d'aquesta sèrie emesa a color. La setmana següent, amb "On no ha anat mai cap home", la sèrie va tornar al primer lloc amb una puntuació de 19,9 durant la primera mitja hora, i la segona a la segona mitja hora a "Bewitched". L'informe de valoració de Trendex de les primeres setmanes de Star Trek el va veure en el lloc 33 del període amb una puntuació mitjana de 18,7.

#### Emissions i reestrenes a l'estranger
L'episodi no va ser el primer que es va emetre al Regne Unit, que en canvi va estrenar Star Trek a BBC One amb "On no ha anat mai cap home" el 12 de juliol de 1969. Els episodis van continuar sent emeses en un ordre diferent del que havien aparegut als Estats Units. "El parany home" es va mostrar gairebé tres mesos després, el 4 d'octubre, com el 13è episodi. Això va ser durant el període en què el canal encara emetia només en blanc i negre; no va ser fins a "L'arena" el 15 de novembre que la sèrie es va mostrar en color. Durant les repeticions posteriors de Star Trek, el canal va tornar a la programació de la NBC i va mostrar "El parany home" com a primer episodi. La cadena canadenca CTV va emetre episodis del primer temporada de Star Trek els dimarts a la nit en comptes dels dijous i així va emetre "El parany home" el 6 de setembre de 1966, dos dies abans de la NBC. Emetre programes estatunidencs abans va ser una pràctica comuna entre les emissores canadenques per evitar la competència directa entre els espectadors i els anunciants amb les estacions frontereres estatunidenques que emeten el mateix programa al mateix temps.
El 29 de setembre de 2007 es va mostrar en redifusió per primera vegada als Estats Units una remasterització d’alta definició de "El parany home", que va introduir nous efectes especials i exteriors de naus estel·lars, així com música i àudio millorats. L'episodi es va posar a disposició de més de 200 emissores locals dels Estats Units amb els drets per emetre Star Trek.

### Recepció crítica
El 1966, The Hollywood Reporter va dir que l'episodi va ser un "guanyador", amb molts elements de suspens i ciència-ficció.
En una entrevista publicada al llibre de 1988 The Star Trek Interview Book, Johnson va afirmar que la resposta de la crítica a "El parany home", i als episodis inicials de Star Trek en general, va ser "complet desconcert". En la previsualització de l'emissió de "El parany home", The Daily Reporter va dir que Star Trek tenia les "suposicions descabellades habituals" presents en altres ciències. obres de ficció, però es van elogiar les habilitats d'actuació de Shatner i les trames dels episodis inicials. L’Edwardsville Intelligencer va anomenar la revelació de la criatura a l'episodi "el coçador d'una gran trama de ciència-ficció". El columnista de Variety Jack Hellman va donar a l'episodi una revisió desfavorable per la seva "manca de protagonistes significatius", que "es mouen amb precisió de direcció només amb violència per proporcionar l'emoció". L'edició setmanal de la revista va oferir una opinió similar, afirmant que l' Enterprise "va caminar durant una llarga hora sense gairebé cap alleujament de la violència, assassinats, coses lletges i un monstre llunyà".
Entre les ressenyes més recents, Zack Handlen de The A.V Club va donar a l'episodi una qualificació "A−", descrivint-lo com "molt bó" amb una trama fosca i ambigua. Torrie Atkinson i Eugene Myers van revisar l'episodi el 2009 per a Tor.com, dient que presentava adequadament els personatges, tot i que alguns elements de l'espisodi encara no estaven al seu lloc. Aquests inclouen la manca de la mort d'un personatge amb camisa vermella, ja que els tripulants que van morir a "El parany home" no portaven samarretes vermelles, juntament amb la manca d'alertes vermelles i grogues, en canvi es van referir. com a posicions de combat tres i quatre en aquest episodi. El duet va afegir que l'episodi demostrava que la sèrie era "alguna cosa especial" i que continuava sent més diversa culturalment que la televisió moderna. Li van donar una puntuació de quatre sobre sis.
Ryan Britt, també escrivint a Tor.com, va dir que "El parany home" no era una bona introducció a la sèrie, però va elogiar el temps de pantalla donat a Rand, Uhura i Sulu. Va afegir que els dos últims eren més interessants en aquest episodi del que ho serien en qualsevol moment fins a l'inici de la franquícia de pel·lícules. Britt va dir que "El parany home" era diferent de la resta de la sèrie, i més semblant a "La Dimensió Desconeguda" a causa dels antecedents de l'escriptor. A la classificació de Hollywood.com dels 79 episodis de La sèrie original, Christian Blauvelt va situar "El parany home" al 73è lloc, qualificant la criatura d'"increïblement inútil". També va ser catalogat com una de les "criatures clàssiques més cursis" del programa per la revista Wired el 2007; tanmateix, la revista Rolling Stone el va classificar com el desè millor vilà de la franquícia.
The Guardian va assenyalar "El parany home" com un episodi sobre un metamorf que menja sal, en el 50è aniversari de la primera emissió pública de Star Trek. el 2016.
El 2018, PopMatters el va classificar com el setè millor episodi de la sèrie original.
El lloc de notícies de Star Trek Trek.Report va donar a l'episodi un rànquing de 3 de 5, assenyalant que les accions de la tripulació no es van veure afectades per la "Primera Directiva", una addició posterior a la cànon de la franquícia.

## Estrena en mitjans domèstics i altres adaptacions
La primera adaptació de "El parany home" va ser com una reelaboració d'una història curta de l'autor James Blish com a part de la novel·lització Star Trek. Aquest llibre contenia set contes, cadascun basat en un episodi de La sèrie original, i es va publicar el gener de 1967. L'adaptació de "El parany home" va aparèixer com a tercera història del llibre, tot i que es va anomenar " The Unreal McCoy". El primer llançament de mitjans domèstics de "El parany home" va ser en casset de Startone Productions el 1982. Un altre llançament en LaserDisc va tenir lloc el 1985, al costat de "Charlie X". Més versions de tots els episodis de la sèrie es van fer a VHS i Betamax.
L'episodi es va publicar en DVD combinat amb "El temps despullat" com a part del llançament general de la sèrie el 1999. No s'han afegit altres extres a aquesta sèrie de llançaments, excepte el DVD que conté "Intrús a bord". "El parany home" es va llançar més tard dins d'una caixa de DVD de la primera temporada el 2004; les tres temporades de La sèrie original es van llançar com a cofres de temporada completa aquell any. L'episodi es va incloure a la versió remasteritzada de la primera temporada en DVD i Blu-ray el 2009.

## Anotacions
1. ↑  Aquesta idea va ser revisada més tard per David P. Harmon i Gene L. Coon, escrit com "Mission into Chaos" i filmat com "Un tros de pastís".[6]
2. ↑  Erwin va escriure l'episodi de tercera temporada "Qui Déu destrueixi...".[8]
3. ↑  Això presentava dues versions del pilot original de Star Trek, "La gàbia".[71]